# Eleonora Menicucci
Eleonora Menicucci d'Oliveira (Lavras, Mines Gerais, 21 d'agost de 1944) és una sociòloga i feminista brasilera. Militant històrica pels drets socials en els anys 70, va lluitar contra el règim militar i té un ampli currículum en defensa de la lluita per la democràcia, els drets humans i els drets de les dones. De 2012 a 2015 va ser ministra de la Secretaria Especial de Polítiques per a les Dones del govern presidencial de Dilma Rousseff. Durant el seu mandat va defensar obertament la legalització de l'avortament i els drets de les persones homosexuals.

## Biografia
Eleonora és la segona de sis fills: cinc dones i un home, i va estar bàsicament educada només per la mare, ja que el pare havia mort quan ella tenia 11 anys. Es va graduar el 1963 com a professora de primària i es va mudar immediatament a Belo Horizonte, on s'adherí al Partit Comunista. Allí va ingressar a la facultat de pedagogia, però al cap de pocs dies va decidir abandonar-la.
Graduada en ciències socials a la Universitat Federal de Mines Gerais, Eleonora és professora titular de Salut col·lectiva de la Universitat de São Paulo. Afiliada al Partit dels Treballadors, pertany al moviment feminista i és defensora de la legalització de l'avortament al Brasil.

### Trajectòria en defensa dels drets de les dones
Menicucci ha assumit diferents responsabilitats en organitzacions socials en defensa dels drets de les dones al Brasil i participa en diversos grups de treball:
- 1ª Secretaria Nacional de Dones del Partit dels Treballadors (1983);
- Redacció del Programa d'Atenció Integral de Salut de la Dona (PAISM) (1983);
- Cofundació de la Xarxa Nacional Feminista de Salut i Drets Reproductius i Sexuals (1991);
- Comissió Intersectorial de Salut de la Dona (1990-1994);
- Xarxa Nacional Feminista de Salut i Drets reproductius, del Consell Nacional de Salut, vinculat al Ministeri de Salut de Brasil (1990-1994);
- Cofundació i coordinació de la Casa de Salut de la Dona «Diumenges Delascio» de la Universitat Federal de São Paulo, que atén dones víctimes de violència sexual (1998);
- Secretaria Nacional de la Dona Treballadora de la Central Única dos Trabalhadores (2003-2007);
- Grup de Treball de Gènere de l'Associació Brasilera de Postgrau en Salut Col·lectiva (ABRASCO), creat el 1995 amb la finalitat de contribuir a l'ensenyament i la producció de coneixement sobre l'impacte de les desigualtats socials entre homes i dones en matèria de salut (2006-2011);
- Grup d'Estudis sobre l'Avortament (GEA), de la Societat Brasilera pel Progrés de la Ciència (SBPC) (2008).

## Trajectòria en política
Militant política contrària al règim militar del Brasil, mentre cursava els estudis universitaris va ser part de la dissidència del Partit Comunista, de la Política Operária (POLOC), i després del Partit Obrer Comunista (POC). El 1967 es va casar i es va canviar de nom clandestinament a «Eleonora d'Oliveira Soares», ja que estava sent investigada, i es va mudar després a Sao Paulo. Va participar en la lluita armada i va cometre assalts a bancs i supermercats per finançar a guerrilla.
Va ser capturada i portada presa el 1971. Va estar detinguda a la presó Tiradentes amb la també militant Dilma Rousseff, que també havia estat companya seva de facultat a Belo Horizonte. El 1973 va ser alliberada i es va traslladar a João Pessoa, a Paraíba, on va iniciar la carrera com a docent a la Universitat Federal de Paraíba.
Va ser triada per la presidenta Dilma Rousseff –excompanya de cel·la durant la dictadura– per dirigir la Secretaria Especial de Polítiques per a les Dones, des del 10 de febrer de 2012, reemplaçant Iriny Lopes. El 2 d'octubre de 2015, després d'una reforma ministerial i administrativa, es van unir a la Secretaria de Política de Promoció d'Igualtat Ètnica, la Secretaria de Drets Humans i la Secretaria de Polítiques per a les Dones, que es va convertir en Ministeri de les Dones, la Igualtat Ètnica i els Drets Humans al capdavant del qual es va situar Nilma Lli. Menicucci va passar a ocupar el càrrec de secretària executiva. El ministeri va tenir una durada de 5 mesos i va desaparèixer al maig de 2016 amb l'arribada a la presidència interina de Michel Témer.
A l'abril de 2016 Menicucci va ser l'encarregada de llegir les notes de solidaritat amb Dilma Roussef en un acte de reforç a la presidenta davant el procés revocatori i el judici polític contra la mandatària.

## Controvèrsies

### Avortament i drets de les persones homosexuals
Per defensar obertament la legalització de l'avortament i els drets de l'homosexualitat, Eleonora Menicucci va rebre algunes crítiques, inclusivament d'aliats del govern, com per exemple del president de la Cambra de diputats, Marco Maia (PT). El diputat federal Eduardo Cunha (PMDB-RJ) va classificar al nomenament de la ministra com «un desastre per a la imatge del govern». Contraposant-se a aquestes opinions, altres dones van sortir a donar suport a la seva designació en la secretaria.

### Demanda per denunciar "apologia de la violació"
Al setembre de 2016 es va enfrontar a una demanda de l'actor de pornografia Alexandre Frega. L'exministra va criticar l'actor per fer "apologia de la violació" arran d'unes declaracions d'aquest en un programa de televisió el 2015 explicant sense mostres de penediment que havia violat una dona. Frega exigí disculpes i una indemnització, però l'exministra Menicucci s'hi va negar. Al setembre l'exministra va rebre la solidaritat de grups brasilers de dones que van denunciar al seu torn el masclisme i la cultura normalitzada de la violació en la societat brasilera. L'audiència definitiva del cas va ser marcada per l'11 d'octubre.

## Vida personal
Té dos fills, Maria i Gustavo.